# Мюнхгаузен-ам-Крістенберг
Мюнхгаузен (нім. Münchhausen) — громада в Німеччині, знаходиться в землі Гессен. Підпорядковується адміністративному округу Гіссен. Входить до складу району Марбург-Біденкопф.
Площа — 41,54 км2. Населення становить 3286 ос. (станом на 31 грудня 2020).

## Географія

### Адміністративний поділ
Громада  складається з 5 районів:
- Мюнхгаузен
- Нідерасфе
- Оберасфе
- Зімтсгаузен
- Волльмар